# Johann Kießling
Karl Johann Kießling (auch Kiessling) (* 2. Februar 1839 in Culm, Westpreußen; † 22. Juni 1905 in Marburg/Lahn) war ein deutscher Pädagoge, Physiker und Meteorologe.

## Leben und Wirken
Johann Kießling war der zweite Sohn des Pastors Adolph Kießling (senior) (1807–1855) und Enkel des Philologen und Zeitzer Stiftsdirektors Gottlieb Kiessling. Adolph Kießling war sein Bruder. Beide verloren früh ihre Eltern und lebten danach in Naumburg, wo sie das Domgymnasium besuchten. Nach dem Abitur begann Johann 1858, in Göttingen Mathematik und Naturwissenschaften zu studieren. Er wurde Mitglied der Burschenschaft Hannovera. Sein Studium setzte er in Halle (Saale) und Königsberg fort. Für kurze Zeit war er Assistent an der Sternwarte der Universität Königsberg. In seinen letzten vier Semestern in Königsberg, 1861 bis 1863, hörte er bei Franz Ernst Neumann, einem der Begründer der theoretischen Physik, dessen Schüler die „Königsberger Schule“ bildeten. 1864 bestand er das Staatsexamen für das Lehramt an höheren Schulen (facultas docendi) in den Fächern Mathematik, Physik und Mineralogie, nachdem er bereits vorher Hilfslehrer am Kneiphöfischen Gymnasium gewesen war.
Sein Probejahr verbrachte er am Joachimsthaler Gymnasium in Berlin, wo sein Onkel Gustav Kiessling (1809–1884) Rektor war. In der Zeit wurde er Mitglied der Physikalischen Gesellschaft zu Berlin, aus der die Deutsche Chemische Gesellschaft hervorging, und arbeitete im Labor von Heinrich Gustav Magnus. Danach erwarb er zusätzlich die Lehrbefähigung für die Fächer Botanik und Zoologie. 1867 versetzte ihn die preußische Kultusverwaltung an das Gymnasium in Flensburg. Dort leistete er auch seinen Militärdienst. Nach drei Jahren wechselte er 1870 in den Dienst der Freien und Hansestadt Hamburg, wurde dort – nachdem er zwischenzeitlich in den Deutsch-Französischen-Krieg ziehen musste – Oberlehrer und ab 1875 Gymnasialprofessor an Hamburgs ältestem Gymnasium, der Gelehrtenschule des Johanneums, wo bereits sein Bruder Adolph unterrichtete. An der Schule blieb er bis zum Eintritt in den Ruhestand 1902 und zog danach nach Marburg, wo er Teil der wissenschaftlichen Stadtgesellschaft wurde.
Johann Kießling trat als Pädagoge hervor, indem er Lehrbücher für den Physikunterricht an höheren Schulen verfasste oder an deren Herausgabe mitwirkte. Dabei konnte er auf einige Experimente zurückgreifen, die er selbst erstmals durchgeführt hatte. Auf dem Gebiet der Optik und Akustik stellte er Versuche an, die interessante Erkenntnisse brachten. Insbesondere als Meteorologe nahm er Untersuchungen vor bzw. stellte Berechnungen an zur Erforschung atmosphärisch-optischer Erscheinungen. Er forschte über Nebelbildung sowie über atmosphärische Störungen nach Vulkanausbrüchen mit gewaltiger Rauchbildung, so beim Ausbruch des Krakatau in der Sundastraße in Indonesien 1883 und beim Ausbruch des Mont Pelé auf der Insel Martinique in der Karibik 1903. Seine Artikel veröffentlichte Johann Kießling in allen einschlägigen Zeitschriften, bevorzugt allerdings in den Sitzungsberichten der Gesellschaft zur Beförderung der gesamten Naturwissenschaften zu Marburg, der er auch angehörte.

## Ehrungen
- 1886 war Johann Kießling als einer von 36 Bewerbern der Gewinner eines von Hulbert Harrington Warner[3] aus Rochester (USA), Inhaber zahlreicher pharmazeutischer Fabriken, ausgelobten und hoch dotierten Preises für die beste wissenschaftliche Beschreibung der Ursache atmosphärischer Dämmerungserscheinungen.
- 1889 verlieh ihm die Philosophische Fakultät der Universität Greifswald die Ehrendoktorwürde.